# Giải đua ô tô Công thức 1 Trung Quốc 2007

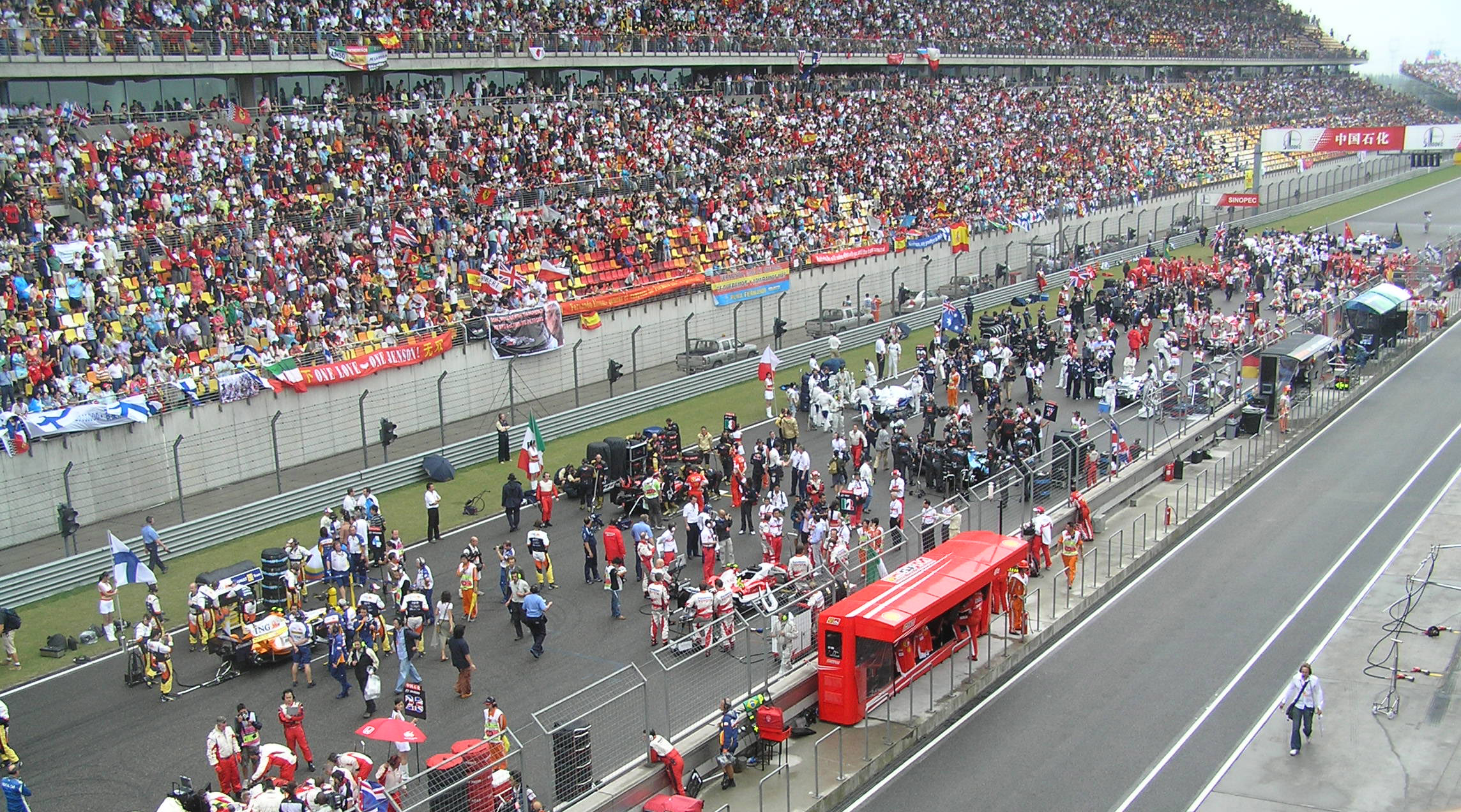
5 phút trước khi bắt đầu Giải đua ô tô Công thức 1 Trung Quốc 2007

Giải đua ô tô Công thức 1 Trung Quốc năm 2007 là chặng đua thứ mười sáu của giải vô địch thế giới Công thức 1 năm 2007. Giải được tổ chức vào ngày 7 tháng 10 năm 2007.

## Xếp hạng chi tiết
| STT     | Số xe | Tay đua              | Đội đua            | Số vòng | Thời gian   | Xuất phát | Điểm |
| ------- | ----- | -------------------- | ------------------ | ------- | ----------- | --------- | ---- |
| 1       | 6     | Kimi Räikkönen       | Ferrari            | 56      | 1:37:58,395 | 2         | 10   |
| 2       | 1     | Fernando Alonso      | McLaren-Mercedes   | 56      | +9,8 giây   | 4         | 8    |
| 3       | 5     | Felipe Massa         | Ferrari            | 56      | +12,8 giây  | 3         | 6    |
| 4       | 19    | Sebastian Vettel     | Toro Rosso-Ferrari | 56      | +53,5 giây  | 17        | 5    |
| 5       | 7     | Jenson Button        | Honda              | 56      | +68,6 giây  | 10        | 4    |
| 6       | 18    | Vitantonio Liuzzi    | Toro Rosso-Ferrari | 56      | +73,6 giây  | 11        | 3    |
| 7       | 9     | Nick Heidfeld        | BMW Sauber         | 56      | +74,2 giây  | 8         | 2    |
| 8       | 14    | David Coulthard      | Red Bull-Renault   | 56      | +80,7 giây  | 5         | 1    |
| 9       | 4     | Heikki Kovalainen    | Renault            | 56      | +81,1 giây  | 13        |      |
| 10      | 15    | Mark Webber          | Red Bull-Renault   | 56      | +84,6 giây  | 7         |      |
| 11      | 3     | Giancarlo Fisichella | Renault            | 56      | +86,6 giây  | 18        |      |
| 12      | 17    | Alexander Wurz       | Williams-Toyota    | 55      | +1 vòng     | 19        |      |
| 13      | 12    | Jarno Trulli         | Toyota             | 55      | +1 vòng     | 12        |      |
| 14      | 22    | Takuma Sato          | Super Aguri-Honda  | 55      | +1 vòng     | 20        |      |
| 15      | 8     | Rubens Barrichello   | Honda              | 55      | +1 vòng     | 16        |      |
| 16      | 16    | Nico Rosberg         | Williams-Toyota    | 54      | +2 vòng     | 15        |      |
| 17      | 21    | Sakon Yamamoto       | Spyker-Ferrari     | 53      | +3 vòng     | 22        |      |
| Bỏ cuộc | 10    | Robert Kubica        | BMW Sauber         | 33      | Thủy lực    | 9         |      |
| Bỏ cuộc | 2     | Lewis Hamilton       | McLaren-Mercedes   | 30      | Mắc vào sỏi | 1         |      |
| Bỏ cuộc | 11    | Ralf Schumacher      | Toyota             | 25      |             | 6         |      |
| Bỏ cuộc | 20    | Adrian Sutil         | Spyker-Ferrari     | 24      | Tai nạn     | 21        |      |
| Bỏ cuộc | 23    | Anthony Davidson     | Super Aguri-Honda  | 11      | Phanh       | 14        |      |